# Sancho II d'Àvila
Sancho fou un religiós castellà, que esdevingué bisbe d'Àvila entre els anys 1160 i 1181.
Va ser nomenat en època de Sanç III de Castella. A la mort de 1158, serveix a Alfons VIII: el 1177 va estar present en la presa de Conca, juntament amb altres bisbes i l'arquebisbes de Toledo, de fet, ell i els presents eclesiàstics van confirmar documents particulars que donen fe de les gestions que va protagonitzar l'arquebisbe toledà durant el setge. El 1179, en companyia d'altres bisbes castellans, va assistir al III Concili del Laterà.